# 黄度
黄度（1138年—1213年），字文叔，号遂初。南宋绍兴新昌（今属浙江）人。
“志在经世，而以学为本”，與陳傅良友好。隆兴元年（1163年）进士，历任嘉兴知县，调国子监主簿。绍熙四年（1193年），官监察御史。宁宗時，召为御史，累官右正言，因指斥韩侘胄奸詐，又劾内侍杨舜卿、陈源，被排擠出京，贬知平江府。韩侘胄死後，黄度反對將侘胄的首級送給金國。歷官太常少卿、吏部侍郎、同修国史、实录院同修撰。官至禮部尚書。嘉定六年（1213年）十月卒，赠通奉大夫，谥宣献。

## 著作
著有《诗说》、《书说》、《周礼说》、《史通》、《艺祖宪鉴》等。

## 延伸阅读
[在维基数据编辑]
 《宋史·卷393》，出自脱脱《宋史》